# HD 192486
HD 192486，又名CD-3514020，SAO 211950、HR 7729，是一颗恒星，视星等为6.53，位于銀經6.54，銀緯-31.76，其B1900.0坐标为赤經20h 9m 59.8s，赤緯-35° -31.76′ 20″。